# Ibala okorosave
Ibala okorosave Fitzpatrick, 2009 è un ragno appartenente alla famiglia Gnaphosidae.

## Etimologia
Il nome proprio si riferisce alla località di rinvenimento: Okorosave, in Namibia.

## Caratteristiche
Si distingue per l'apertura dell'epigino più larga che lunga e per i dotti copulatori lunghi e di forma ritorta.
Gli esemplari femminili rinvenuti hanno lunghezza totale è di 6,24mm; la lunghezza del cefalotorace è di 3,04mm; e la larghezza è di 2,08mm.
Non sono noti esemplari maschili.

## Distribuzione
La specie è stata reperita nella Namibia settentrionale: nella località di Okorosave, appartenente alla regione del Kunene.

## Tassonomia
Al 2015 non sono note sottospecie e dal 2009 non sono stati esaminati nuovi esemplari